# Gobiodon multilineatus
Gobiodon multilineatus är en fiskart som beskrevs av Wu, 1979. Gobiodon multilineatus ingår i släktet Gobiodon och familjen smörbultsfiskar. Inga underarter finns listade i Catalogue of Life.